# Bailli des bois
 (décembre 2011).
Au Moyen Âge, dans le Hainaut, le bailli des bois est un officier public chargé de s'occuper des forêts domaniales pour le compte d'une autorité légale souveraine.
La juridiction d’une forêt repose sur une hiérarchie très organisée d’agents royaux, ducaux ou comtaux qui parcourent la forêt afin de prévenir ou de punir le moindre vol ou contournement de la loi.Le bailli des bois est la fonction que nous retrouvons le plus dans la comptabilité des bois du Hainaut : En 1371, « Premiers recepte pour  dons en [forêt] Mourmail Vicoigne Raymes et as bos environ esploitiet par Willaume de Sommaing lieutenant le dit bailli et par les siergans de ces lieus ».
Sa fonction s'approche de celle du Gruyer en Bourgogne 
Ce titre est utilisé très longtemps en Hainaut, ce depuis au moins le XIVe siècle. La réformation des forêts met un terme à cette fonction qui peut toutefois être décrite comme l'ancêtre des premiers offices des Eaux-et-Forêts.

## Fonctions
- Veille à la conservation des essences
- Réglemente le commerce de la matière ligneuse
- Surveille la prise de bois mort et de branches
- Veille à la recette de l'élevage (chevaux, porcs,…)
- Organise et le cas échéant réprimande les passages, les allées et venues dans les forêts
- Surveille les « prétentions » de chasse
- S’occupe de livrer l’argent de la recette de la forêt au receveur de Hainaut

## Une administration des bois structurée
Sur le plan local, les maîtres de garde sont fréquemment secondés par un lieutenant qui normalement leur succède. Des auxiliaires les aident : un mesureur, c'est-à-dire un arpenteur géomètre, un clerc juré ou greffier qui se partagent entre plusieurs gardes, enfin et surtout des sergents à cheval, des sergents à pied. Ces sergents sont payés différemment en fonction de leurs grades par exemple le sergent à cheval est mieux payé que celui à pied : 

« En 1378 « “Item pour les sergans de Vicoigne

A Jakemart de Wertimel sergant a cheval pour ses gages dou terme de ces comptes a [15] livres blancs

A Sohelet sergant a piet pour tel terme pour [7] livres [10] frans blans” »

Le sergent à cheval est ici payé 15 livres tandis que celui à pied sept livres. Sergents et gardes constituent le dernier degré de la hiérarchie forestière. Ce sont le plus souvent des officiers à pied. En général, chacun à la garde d’un massif forestier, d’un étang déterminés même si, ici et là, certains de ces officiers sont à la tête de ressorts plus étendus cumulant la surveillance de plusieurs massifs.

## Un personnel déviant?
Dans l’ensemble beaucoup de forestiers font leur métier correctement. Leur sévérité est justifiée par le nombre des infractions et parfois par leur importance. Les méfaits des forestiers « voleurs » nous sont connus par les procès qui leur sont faits, même si tous ne se font pas prendre ; la masse de ceux qui exerce honnêtement leur métier sans donner lieu à litige n’a pas laissé autant de traces. Voici un exemple de déviance de ce personnel forestier :

« En 1402, “dun sergant dou bos de Raimes demorans a Breuil liquel advoue et sans licensse avoit pris et de nuit plussieurs faissiaulx de bos de Raymes et avoir desplanter une ensaigne a un quesne sen fu puni de le justice de Raymes en [20] escus de Haynau” »